# Yá Mukumby
Vilma Santos de Oliveira, conhecida como Yá Mukumby Alagangue, foi uma destacada sacerdotisa do Candomblé, ativista cultural e defensora dos direitos da população negra no Brasil Nasceu em 17 de julho de 1950, em Jacarezinho, Paraná, filha de Allial Oliveira dos Santos e Antonio dos Santos, migrantes que trabalhavam no cultivo de cana-de-açúcar.
Ainda na infância, perdeu o pai e, aos 11 anos, mudou-se com a família para Londrina, no Paraná, com o apoio do tio Leodoro Almeida de Oliveira, importante liderança local. Durante a juventude, Vilma enfrentou crises de epilepsia que a aproximaram do Candomblé, onde encontrou cura e propósito espiritual. Aos 27 anos, recebeu o título de Ìyalorixá e fundou o terreiro Ilê Axé Ogum Megê, em Cambé, Paraná.

## Vida Pessoal e Religião
Vilma casou-se com Flávio de Oliveira, com quem teve quatro filhos biológicos e adotou outros dois. Sua trajetória como sacerdotisa foi marcada pelo acolhimento à comunidade e pela promoção do respeito às religiões de matriz africana. Com uma personalidade forte e acolhedora, sua atuação ia além do terreiro, dialogando com diversos setores da sociedade.

## Ativismo e Cultura
Yá Mukumby destacou-se como líder em movimentos sociais e culturais. Participou do grupo União e Consciência Negra, foi uma das fundadoras do Partido dos Trabalhadores em Londrina e integrou o Centro Nacional de Africanidade e Resistência Afro-Brasileira (CENARAB). Fundou a Associação Afro-Brasileira (AABRA) e presidiu o Conselho Municipal de Promoção da Igualdade Racial.
Sua militância foi crucial para a implantação das cotas raciais na Universidade Estadual de Londrina (UEL), em 2005, onde também atuou como conselheira do Núcleo de Estudos Afro-Brasileiros (NEAB). Foi coautora do livro O negro na universidade: o direito à inclusão e teve sua história narrada na obra Yá Mukumby, a vida de Vilma Santos de Oliveira.[carece de fontes?]

## Contribuições Artísticas
Como promotora cultural, Mukumby recuperou a história e a participação da população negra no Paraná. Participou de festivais culturais, ensaiou grupos de teatro, criou espetáculos baseados na dança dos orixás e integrou o grupo coral Unicanto. Organizou rodas de samba e eventos gastronômicos com pratos da culinária afro-brasileira, fortalecendo a identidade cultural negra.

### Tragédia e legado
Em 3 de agosto de 2013, Vilma, sua mãe Allial, e sua neta Olívia foram tragicamente assassinadas por um vizinho em surto psicótico. Embora o caso tenha sido tratado como crime passional, houve indícios de intolerância religiosa, como a destruição de objetos sagrados no terreiro.
Após sua morte, o terreiro Ilê Axé Ogum Megê foi fechado, mas o legado de Yá Mukumby permanece vivo. Em sua homenagem, a sede do NEAB da UEL recebeu seu nome, e foi instituído o Dia do Samba em Londrina, celebrando sua contribuição à cultura negra e à luta antirracista.